# Frank Lorymer Riseley

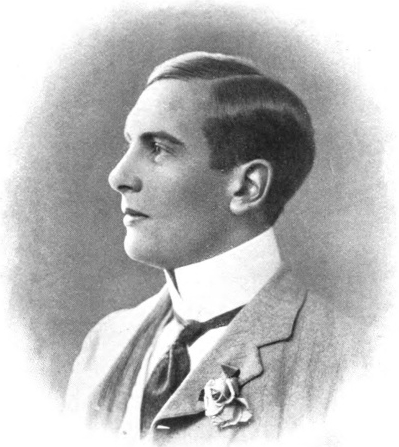
Riseley (1895)

Frank Lorymer Riseley (* 6. Juli 1877 in Bristol; † 6. Februar 1959 in Torquay, England)  war ein englischer Tennisspieler.
Riseley nahm ab 1892 an Tennisturnieren teil. Sein größter Erfolg war der Sieg im Doppel der Wimbledon Championships in den Jahren 1902 und 1906 an der Seite von Sydney Howard Smith. Die beiden schlugen die Brüder Laurence und Reginald Doherty, die um die Jahrhundertwende als die besten Spieler im Doppel und auch im Einzel galten. 1906 erreichte er auch die Challenge Round in Wimbledon, verlor diese jedoch gegen Lawrence Doherty. Daneben gewann er 1902 die schottischen Meisterschaften, sowie 1906 die irischen Meisterschaften. 1904 spielte er für Großbritannien im Davis Cup. Nachdem er sich ab 1907 aus dem aktiven Tennissport weitgehend zurückgezogen hatte, spielte er 1919, nach dem Ersten Weltkrieg, nochmals beim Turnier in Wimbledon, unterlag aber Royden Dash bereits in der zweiten Runde. 1922 nahm er zuletzt am Davis Cup teil.

## Doppeltitel
| Nr. | Jahr | Turnier                 | Partner      | Finalgegner                       | Endergebnis              |
| 1.  | 1902 | Wimbledon Championships | Sydney Smith | Laurence Doherty Reginald Doherty | 4:6, 8:6, 6:3, 4:6, 11:9 |
| 2.  | 1906 | Wimbledon Championships | Sydney Smith | Laurence Doherty Reginald Doherty | 6:8, 6:4, 5:7, 6:3, 6:3  |